# Mercer (Dakota du Nord)
Pour les articles homonymes, voir Mercer.
La ville de Mercer est située dans le comté de McLean, dans l’État du Dakota du Nord, aux États-Unis. Lors du recensement de 2010, sa population s’élevait à 94 habitants.

## Histoire
Mercer a été fondée en 1905 le long d’un embranchement ferroviaire aujourd’hui abandonné de la Northern Pacific Railway qui s’étendait entre Carrington et Turtle Lake.

## Démographie
| 1950 | 1960 | 1970 | 1980 | 1990 | 2000 |
| ---- | ---- | ---- | ---- | ---- | ---- |
| 214  | 154  | 132  | 134  | 104  | 86   |

| 2010 | - | - | - | - | - |
| ---- | - | - | - | - | - |
| 94   | - | - | - | - | - |

## Source
- (en) Cet article est partiellement ou en totalité issu de l’article de Wikipédia en anglais intitulé « Mercer, North Dakota » (voir la liste des auteurs).